# Chris Le Bihan
Chris Le Bihan (Grande Prairie, 27 de mayo de 1977) es un deportista canadiense que compitió en bobsleigh. Participó en los Juegos Olímpicos de Vancouver 2010, obteniendo una medalla de bronce en la prueba cuádruple (junto con Lyndon Rush, David Bissett y Lascelles Brown).

## Palmarés internacional
| Juegos Olímpicos | Juegos Olímpicos   | Juegos Olímpicos  | Juegos Olímpicos |
| Año              | Lugar              | Medalla           | Prueba           |
| ---------------- | ------------------ | ----------------- | ---------------- |
| 2010             | Vancouver (Canadá) | Medalla de bronce | Cuádruple        |